# Knautia sennenii
Knautia sennenii är en tvåhjärtbladig växtart som beskrevs av Szabo. Knautia sennenii ingår i släktet åkerväddar, och familjen Dipsacaceae. Inga underarter finns listade i Catalogue of Life.